# Franciszek Adamicki
Franciszek Adamicki (ur. 4 października 1943) – polski ogrodnik, profesor nauk rolniczych. 
Zatrudniony w Skierniewicach w Instytucie Warzywnictwa a następnie po połączeniu z Instytutem Sadownictwa i Kwiaciarstwa w nowo powstałym Instytucie Ogrodnictwa. Był pierwszym dyrektorem nowego Instytutu (2011-2015). Jest przewodniczącym Komitetu Nauk Ogrodniczych Polskiej Akademii Nauk.